# American Blimp MZ-3
MZ-3A là một loại khí cầu của Hải quân Hoa Kỳ từ năm 2006.